# Ioann Pastelij
Ioann Pastelij (rusínsky Иоанн Пастелий,  21. ledna 1741 Malá Pastilka —  1799 Mukačevo) byl rusínský řeckokatolický kanovník a generální vikář, učitel, spisovatel, historik a osvícenec. Ioann byl jeden z nejvýznamnějších osvícenců a historiků během rusínského národního obrození. Ioanna uznával Michal Lučkaj a také ukrajinský buditel Ivan Franko, který jej označil za svobodomyslného muže.
Mezi lety 1787 až 1788 byl generálním vikářem Prešovského vikariátu se sídlem v Košicích. Vikářem byl pouze jeden rok, jelikož jej práce nenaplňovala. Stal se opět kanovníkem u Mukačevské eparchie a psal svá díla.

## Život
Ioann Pastelij se narodil 21. ledna 1741 v Malé Pastilce (dnešní Pastilky na Ukrajině) do rodiny řeckokatolického kněze. Studoval teologii v Užhorodu, Budapešti a Egeru. Od roku 1765 byl učitelem etiky na řeckokatolickém semináři v Mukačevu. Také byl farářem v Humenném a Chustu.
V roce 1787 jej jmenoval mukačevský biskup Ondřej Bačinský generálním vikářem nově založeného Prešovského vikariátu se sídlem v Košicích. Vikářem byl pouze jeden rok, jelikož jej práce nenaplňovala. Poté se opět stal kanovníkem u Mukačevské eparchie a psal svá díla.

## Dílo
Ioann Pastelij je považován za  jednoho ze zakladatelů moderní rusínské historiografie. Jedná se zejména o díla Historia Diocesis Muncasiensis (česky Historie Mukačevské diecéze) a De origine Ruthenorum (česky O původu Rusínů) napsaná v latině. V těchhle knihách se také zaobírá o historii Lemků.
Z básnické tvorby napsal satirickou báseň Píseň duchovního pastýře, známá také jako Píseň Pasteliho (rusínsky Пѣснь пастыря душевнаго, Пѣснь Пастелия), která byla napsána v básníkově rodném lemkovském dialektu, a také elegii Elegie na počest císaře Josefa II.
Báseň a autor je populární u ukrajinské inteligence. Právě Píseň duchovního pastýře byla poprvé publikována ukrajinským buditelem Mychajlem Drahomanovem v časopise Život a slovo (ukrajinsky Житє і слово).